# Remember: A Tribute to Wes Montgomery
Remember: A Tribute to Wes Montgomery ist ein Jazzalbum von Pat Martino. Die am 9. und 10. August 2005 in den Avatar Studios, New York entstandenen Aufnahmen erschienen 2006 auf Blue Note Records. Die Hommage an Wes Montgomery war das fünfte und letzte Album Martinos für das Label, der danach zu HighNote Records wechselte.

## Hintergrund
Das Album von Pat Martino enthält klassische Stücke aus den frühen 1960er Jahren, erschienen auf Wes Montgomerys LPs Four on Six, West Coast Blues, Groove Yard und Full House. Pat Martino stellte dafür eine Band zusammen, in der unter anderen der Pianist Dave Kikoski und der Bassist John Patitucci spielten.

## Titelliste
- Pat Martino: Remember: A Tribute to Wes Montgomery (Blue Note 0946 3 11226 2 0; 0946 3 11227 2 9V)[1]

1. Four on Six 6:00
2. Groove Yard (Carl Perkins) 5:51
3. Full House 7:01
4. Heartstrings (Milt Jackson) 6:50
5. Twisted Blues 5:13
6. Road Song 7:07
7. West Coast Blues 7:17
8. S.K.J. (Milt Jackson) 7:10
9. If I Should Lose You (Leo Robin, Ralph Rainger) 7:41
10. Unit 7 (Sam Jones) 5:41

Wenn nicht anders vermerkt, stammen die Kompositionen von Wes Montgomery.

## Rezeption
John Fordham schrieb im Guardian, das Album sei eine virtuose Hommage an einen verstorbenen Jazzgiganten. Es erscheine aber nur auf den ersten Blick wie ein direkter Klon des improvisatorischen Könnens mittels der Marksteine der Gitarrenlegende Wes Montgomery. Aber Pat Martino, der Montgomery als Teenager kennengelernt hatte, spiele selbst gut genug, um lediglich eine Replik zu versuchen, um stattdessen etwas daraus zu machen, das sowohl ihm als auch Montgomery Ehre mache. Die liedhaften Linien und der Swing Patituccis, Dave Kikoskis funkelndes Pianospiel und die polyrhythmische Lockerheit, die eine spätere Ära als die von Montgomery kennzeichne, würden in diesem Album subtile Unterschiede zu dem Material bilden, auf dem es beruht. Dies sei Straightahead-Swing, aber in seiner edelsten Form.

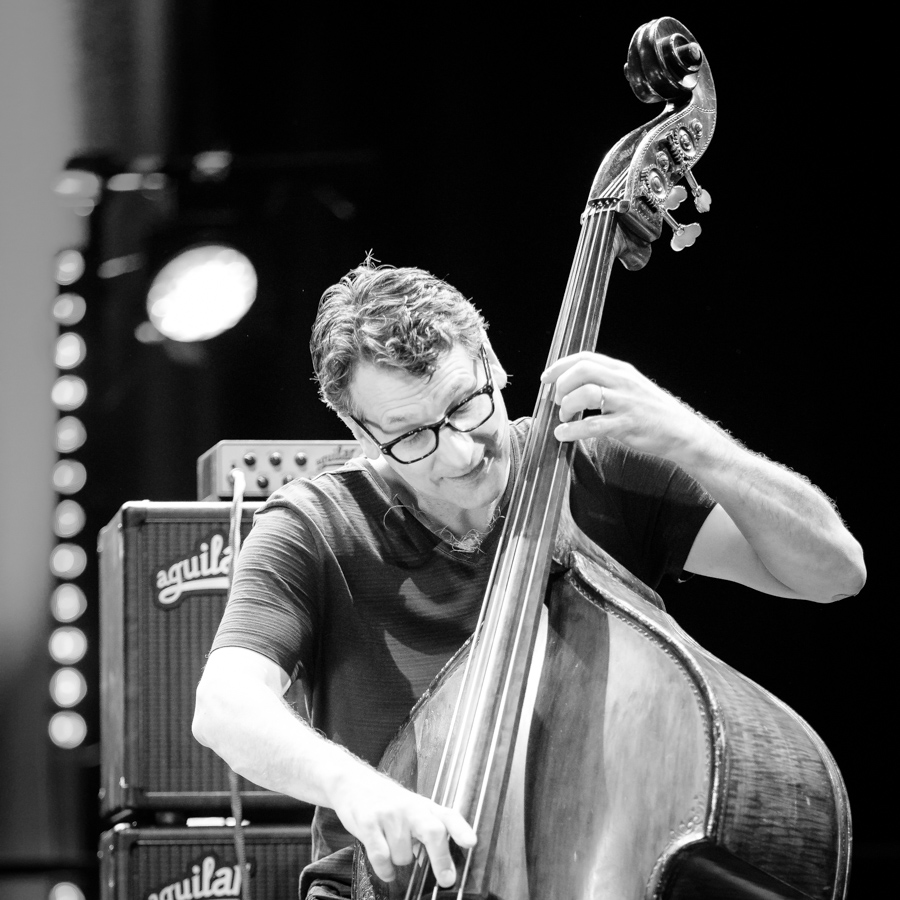
John Patitucci bei einem Auftritt beim Kongsberg Jazzfestival 2018

Ronnie D. Lankford, Jr., verlieh dem Album in Allmusic dreieinhalb Sterne und schrieb, Martinos und Montgomerys Stile seien ziemlich unterschiedlich gewesen, was jedoch nicht bedeute, dass Martino nicht – wie alle anderen – von Montgomery beeinflusst wurde. Martinos Tributalbum sei also nicht so sehr ein Album, das versuche, den Stil eines anderen Gitarristen nachzuahmen, sondern eine liebevolle Hommage, ohne Montgomerys Stil zu kopieren. Dabei hätte Martino Juwelen aus dem Montgomery-Katalog gewählt wie „Four on Six“ und „West Coast Blues“, Es mag zwar aufschlussreich sein, dies mit Montgomerys Aufnahmen zu vergleichen, aber es mache wahrscheinlich mehr Spaß, diese neu interpretierten Aufnahmen einfach auf sich wirken zu lassen.
Bestimmten Tracks auf Remember, wie „West Coast Blues“ und „If I Should Lose You“ fehle es trotz des kompetenten Spiels und der Energie der Gruppe an Persönlichkeit, kritisierte Jeff Krow in Audiophile Audition. Doch insgesamt leiste Martino großartige Arbeit, die bluesigen Töne und die lässige Lyrik von Montgomerys Spiel einzufangen, sowie Montgomery-Kompositionen und von ihm gespielte Coverversionen auszuwählen, die die breite Palette dieses genialen Autodidakten zeigten. Indem er dafür sorge, dass das Album wie ein Album klingt, das Montgomery vielleicht gemacht haben könnte, habe Martino eine Hommage geschaffen, die es verdient, neben den Montgomery-Alben in einer Plattensammlung zu stehen.